# Aedes coluzzii
Aedes coluzzii är en tvåvingeart som beskrevs av Rioux, Guilvard och Georges Pasteur 1998. Aedes coluzzii ingår i släktet Aedes och familjen stickmyggor.
Artens utbredningsområde är Frankrike. Inga underarter finns listade i Catalogue of Life.